# Alcoolisme

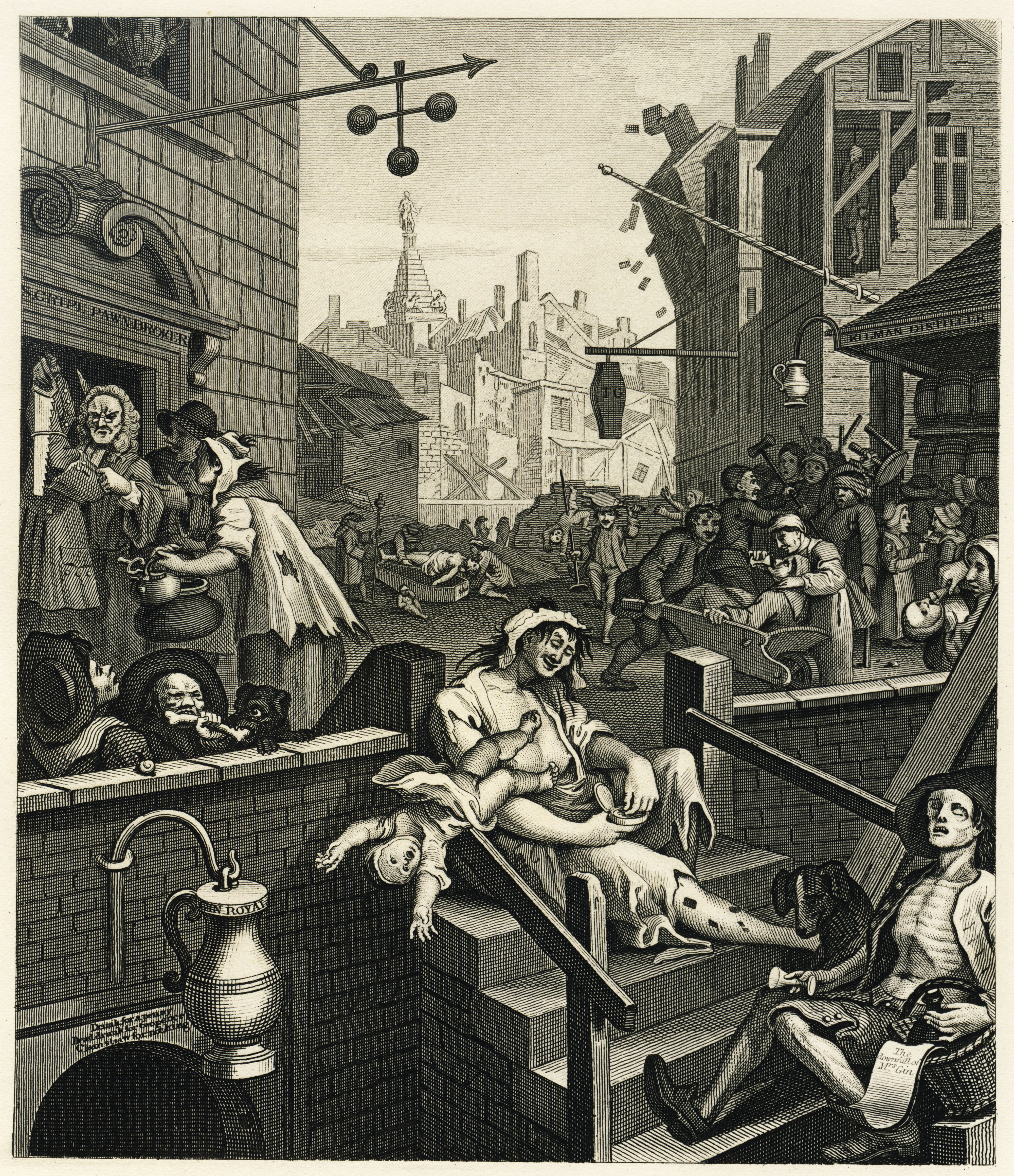
William Hogarth, Gin Lane.

Dans une enquête de 2011 auprès de 292 experts cliniques en Écosse, l'alcool a été classé 4e pour le préjudice personnel et 2e pour le préjudice causé à la société, sur 19 drogues récréatives courantes (voir aussi à ce sujet : Classification des psychotropes).

 Mise en garde médicale
L'alcoolisme, alcoolodépendance, éthylisme ou troubles liés à l'usage de l'alcool (abrégé en TUA), est l'addiction à l'éthanol (alcool éthylique) contenu dans les boissons alcoolisées.
L'Organisation mondiale de la santé (OMS) reconnaît depuis 1978 l'alcoolisme comme une maladie et le définit comme des « troubles mentaux et troubles du comportement » liés à l’ingestion fréquente d'alcool éthylique.
Cette perte de contrôle s'accompagne généralement d'une dépendance physique caractérisée par un syndrome de sevrage à l'arrêt de la consommation (pharmacodépendance), une dépendance psychique, ainsi qu'une tolérance (nécessité d'augmenter les doses pour obtenir le même effet).
La progression dans le temps est l'une des caractéristiques majeures de cette addiction. L'usage sans dommage (appelé usage simple) précède l'usage à risque et l'usage nocif (sans dépendance), puis enfin la dépendance. L'alcool est une substance psychoactive à l'origine de cette dépendance, mais elle est également une substance toxique induisant des effets néfastes sur la santé. L'alcoolodépendance est à l'origine de dommages physiques, psychiques et sociaux.

## Terminologie
Pour parler d'un malade alcoolique, les médecins préfèrent le terme d'alcoolodépendant. En langage médical, l'alcoolisme possède plusieurs synonymes moins connus n'ayant pas le même caractère péjoratif. Les personnels médicaux emploient ainsi les expressions « œnolisme », « éthylisme », « exogénose » ou encore « intoxication OH ». Le médecin suédois Magnus Huss a été l'un des premiers, en 1849, à situer l'alcoolisme dans le champ des maladies et à l'extraire de sa connotation de « vice ». Il l'introduit sous le terme d'« alcoolisme chronique ». Dans les années 1950, Pierre Fouquet décrit le malade alcoolique comme « celui qui a perdu la liberté de s'abstenir de boire ».
Le mot alcool est employé de façon courante pour désigner l'éthanol, mais, au sens chimique, l'éthanol n’est qu’un type d'alcool parmi d’autres. La dépendance à l'alcool désigne in extenso[pas clair] la dépendance à l'éthanol contenu dans les boissons alcoolisées. La concentration en éthanol varie selon la boisson et, éventuellement, la dilution. Une concentration en alcool de X° correspond à X centilitres d'éthanol par litre de boisson. L'alcoologie est la science qui traite des effets de l'alcool sur la santé et des moyens d'y remédier.
Les mots poivrot, soulard, pochtron, ivrogne sont des synonymes péjoratifs d’alcoolique.

## Classification
Depuis 1978, l'alcoolisme est reconnu comme une maladie par l'Organisation mondiale de la santé (CIM-10). L'OMS classe l'alcoolisme en deux types : la forme aiguë (l'alcoolisme aigu) et l'alcoolisme chronique correspondant à une consommation excessive régulière. L'OMS définit l'état de dépendance lorsque « certains symptômes du trouble ont persisté au moins un mois ou sont survenus de façon répétée sur une période prolongée ; au moins trois des manifestations [selon une liste de six] sont présentes en même temps au cours de la dernière année. »
La forme aiguë se manifeste par une consommation occasionnelle, plus ou moins intense (comme le « binge drinking ») et ne comporte pas en règle générale de phénomène de dépendance, contrairement à la dipsomanie et à l'alcoolisme chronique. La forme chronique se manifeste par une consommation répétée (quotidienne, de façon générale) et habituelle, au-delà des seuils de toxicité (deux à trois verres standards par jour), et n'a pas forcément comme objectif l'ivresse.
Le Manuel diagnostique et statistique des troubles mentaux (DSM-IV) classe l'alcoolisme dans les troubles liés à l'utilisation d'une substance (l'alcool). Il caractérise la maladie alcoolique comme une dépendance. Selon le DSM-IV, la « dépendance est un mode d’utilisation inapproprié d’une substance, entraînant une détresse ou un dysfonctionnement cliniquement significatif, comme en témoignent trois (ou plus) manifestations [selon une liste de sept items], survenant à n’importe quel moment sur la même période de douze mois. » La classification du DSM-IV fait une distinction entre dépendance physique (signes de tolérance ou de sevrage) et sans dépendance physique (pas de signes de tolérance ou de sevrage). D'autres formes de classifications de la maladie alcoolique existent : une forme associée à des conduites impulsives et antisociales, à des consommations de toxiques autres (héroïne, cocaïne), à début précoce, associée à des antécédents familiaux nombreux et probablement sous-tendus par des facteurs génétiques (type II de Cloninger) ; une forme à début plus tardif, sans conduites antisociales ni consommation de toxique et sans antécédents familiaux, probablement sous-tendue par des facteurs environnementaux (type I de Cloninger).
La notion de maladie tend à être remise en question, la personne alcoolique étant plutôt considérée comme sous l'emprise d'une drogue. Ce point de vue ouvre la voie à de nouvelles méthodes de sevrage qui ne déresponsabilisent pas la personne dépendante et ne considèrent plus l'alcoolisme comme une fatalité contre laquelle un individu doit lutter toute sa vie.
L'alcool est à la fois une substance toxique et psycho-active (à l'origine d'une dépendance, qui dépend de son usage, mais aussi du patrimoine génétique du buveur). L'usage était autrefois considéré comme :
- simple : également appelé « usage d’alcool à risque faible ». Il peut être expérimental, occasionnel ou régulier, à condition qu'il soit modéré ;
- à risque : susceptible d'entraîner des dommages à plus long terme dont la dépendance ;
- nocif : est caractérisé par la consommation répétée d'alcool au-delà de la modération ;
- avec dépendance : avec perte de contrôle de sa consommation par le sujet pouvant entraîner une tolérance plus ou moins marquée avec des signes de sevrage plus ou moins importants.

Les études ont peu à peu démontré que la morbidité et la mortalité à court et long termes augmentent, même pour des consommations faibles d’alcool par jour. « Ainsi, ce n’est pas l' « abus d’alcool » qui est à risque mais une consommation même faible. L’avertissement actuel sanitaire réglementaire est donc obsolète ». Un avis d'experts de 2017 relatif à l'évolution du discours public en matière de consommation d'alcool en France recommande que « l’avertissement réglementaire obligatoire apposé sur les publicités pour l’alcool soit revu : 
- en modifiant l’information qui figure actuellement « L’abus d’alcool est dangereux pour la santé » ; 
- en empêchant les annonceurs d’ajouter un autre message à celui imposé par la loi (tels que « À consommer avec modération »). 
Le nouvel avertissement pourrait être : « Toute consommation d’alcool comporte des risques pour votre santé » ».

## Étiologie

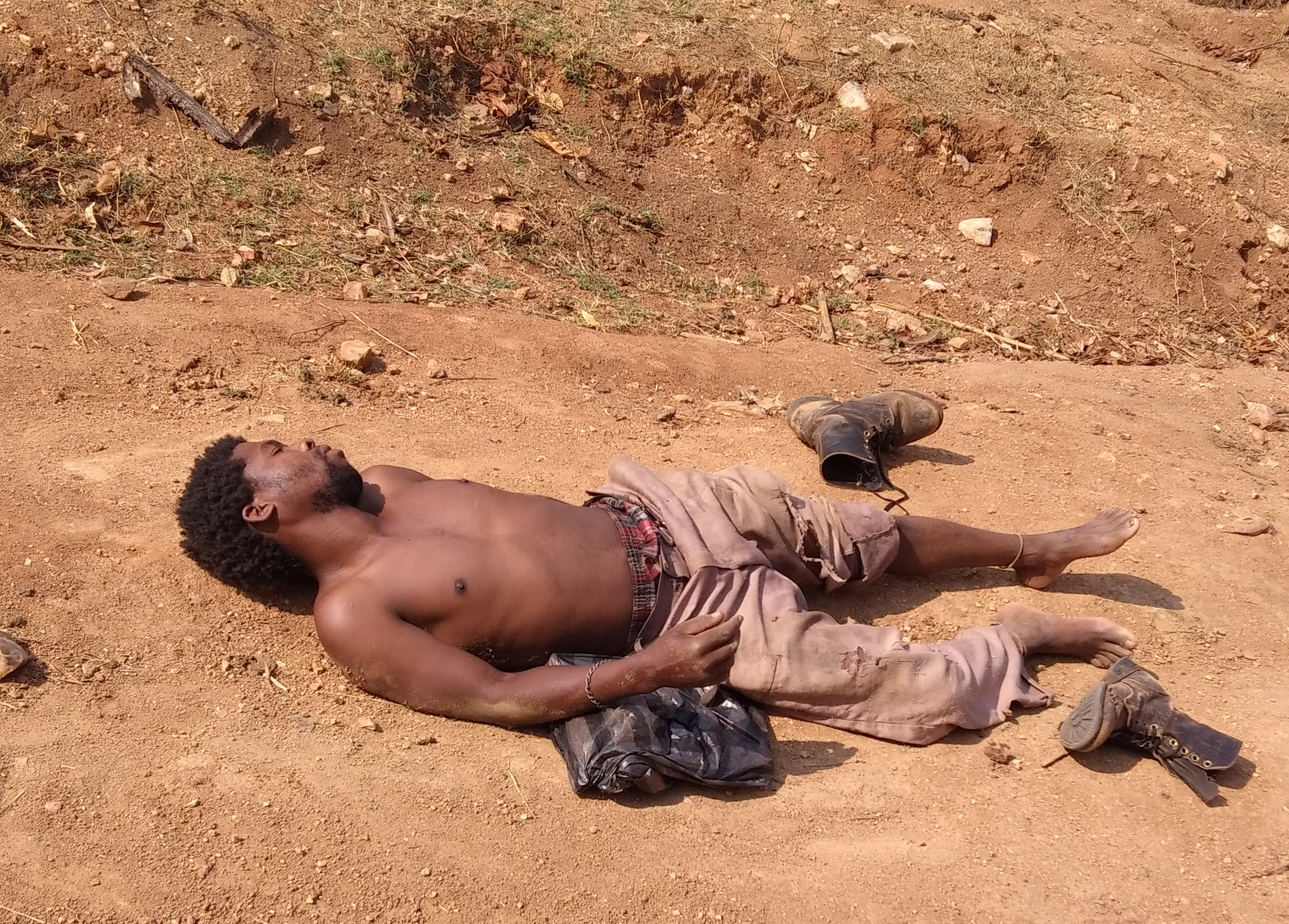
Un homme inconscient apres consommation de bière artisanale à Eswatini.

La consommation excessive d'alcool et l'installation d'une dépendance est, dans la plupart des cas, facilitée par des facteurs psychologiques favorisants qui déclenchent et entretiennent le comportement de consommation. Des exemples plus fréquemment rencontrés chez les individus en difficulté avec l'alcool sont notamment : un ou plusieurs troubles anxieux, des déficits dans les capacités à gérer le stress et l'anxiété ; un état dépressif ; des déficits dans les habiletés de communication avec autrui (la consommation peut être amplifiée par des difficultés à refuser les incitations à boire ou les frustrations liées aux conflits interpersonnels) et une intolérance à la frustration plus ou moins marquée. Dans une moindre mesure, il existe également un trouble de la personnalité (personnalité borderline en particulier, mais également antisociale, dépendante, schizoïde, histrionique, trouble bipolaire), des troubles de perception et d'expression émotionnelle (alexithymie) et un état psychotique (schizophrénie).
Des facteurs psychosociaux peuvent exercer également une influence notable comme l'isolement ou le sentiment de solitude, le chômage, les violences conjugales. Des représentations cognitives de l'alcool comme symbole de convivialité, de plaisir ou de virilité sont aussi fréquemment retrouvées. Au niveau du fonctionnement cognitif, un faible sentiment d'efficacité personnelle est perçu (donc une faible confiance à résister à l'envie d'alcool) et des attentes élevées envers l'alcool. Les attentes envers une substance représentent la prédiction que fait l'individu de l'effet qu'il va obtenir en la consommant. Les attentes positives envers l'alcool concernent six domaines principaux : amélioration des relations sociales, diminution des sentiments et émotions négatifs, changements positifs globaux, plaisir social et physique, amélioration des performances sexuelles, agressivité et stimulation physique. Boire à l'excès peut résulter de l'évitement inconscient de l'affrontement des émotions liées à l'activation de certains schémas cognitifs fondamentaux[pas clair]. L'alcoolisme est l'objet de nombreuses études en psychologie expérimentale avec l'approche cognitivo-comportementale. D'un point de vue simplifié, le comportement de prise d'alcool est facilité par certaines pensées caractéristiques liées à celui-ci : anticipatoires, soulageantes et permissives, et va se trouver renforcé par l'effet anxiolytique de l'alcool qui apaise un éventuel malaise émotionnel. Ces pensées sont généralement automatiques et échappent la plupart du temps à la conscience explicite de la personne.
Selon ce modèle, les pensées anticipatoires représentent les attentes d'effets positifs de l'alcool (« Boire quelques verres va me rendre plus drôle »), les pensées soulageantes concernent les attentes d'apaisement apporté par l'alcool (« Je me sentirai plus détendu si je bois un coup ») et les pensées permissives autorisent la consommation (« Allez, juste pour un verre, je l'ai bien mérité après le boulot… »). Il est à noter que ces pensées relèvent de processus cognitifs normaux au départ et ne sont pas spécifiques de l'alcoolisme.
Il est nettement établi qu'une dépendance à l'alcool est fortement accompagnée d'un haut niveau d'anxiété et de dépression qui amplifient encore davantage la consommation. Elle s'accompagne aussi fréquemment de perturbations dans l'identification des expressions émotionnelles d'autrui, notamment d'une hypersensibilité à la colère. La prise en charge psychologique cognitivo-comportementale, généralement proposée après sevrage, peut comprendre un programme de prévention de la rechute (identification des situations à risque, résolution de problème pour améliorer le sentiment d'efficacité personnelle), un entraînement à la relaxation, à l'affirmation de soi (apprendre à refuser l'alcool, à faire face aux critiques, etc.) et un accompagnement psychologique individualisé.

## Problèmes de santé
Toute consommation d'alcool a des effets néfastes pour la santé. L'alcoolique remplace jusqu'à 50 % de ses calories quotidiennes par de l'éthanol, ce qui entraîne, outre une hépatotoxicité, des carences nutritionnelles souvent d'ailleurs compliquées par une malabsorption des nutriments. Ceci explique des niveaux inférieurs de molécules antioxydantes alimentaires clés (Lieber 2000) et un statut antioxydant globalement diminué. L'éthanol est absorbé via les muqueuses et le tube digestif. Il passe directement dans le sang (comme le montre l'augmentation rapide de l'alcoolémie après ingestion ou inhalation), et se diffuse dans le corps, jusque dans le cerveau. L'industrie de l'alcool est souvent critiquée pour la publicité qu'elle fait et pour avoir freiné la diffusion vers le public d'une information complète sur les effets de l'alcool, y compris sur son caractère cancérigène, en vantant même un effet positif pour la santé.
Un rapport d'experts remis le 4 mai 2017 confirme que « l'option la plus sûre » pour les femmes enceintes, les jeunes et les adolescents est l'abstinence. Le vendredi 24 août 2018 la revue médicale internationale The Lancet publie une méta-analyse sur la fréquence et l’impact de la consommation de boisson alcoolisée chez 28 millions de personnes dans 195 pays entre 1990 et 2016 qui démolit l’idée préconçue qu’« un petit verre d’alcool » tous les jours serait bon pour la santé,,. Selon le Dr Emmanuela Gakidou de l’Institut de métrologie et d’évaluation de la santé de Chicago « Le mythe selon lequel un ou deux verres par jour sont bons pour vous n’est qu’un mythe »,,,. C'est la drogue dure qui occasionne la plus forte mortalité, tuant plusieurs millions de personnes par an.

### Effets directs et de court terme
Selon la dose ingérée et l'habitude, il diminue la vigilance puis conduit à l'ivresse aiguë, caractérisée par un ralentissement des réflexes, une perte totale de vigilance, un état d'euphorie ou, au contraire, de tristesse, une mauvaise appréciation des situations, des troubles de l'équilibre ainsi qu'une vasodilatation. À dose élevée, l'ivresse peut conduire au coma éthylique puis au décès.
- Même sans ivresse, l'alcoolisation aggrave le risque d'accident, notamment d'accident de la route et d'accident du travail dans les métiers dangereux. Par exemple, sur 600 pêcheurs de Boulogne-sur-Mer médicalement suivis, 50 % des éthyliques avaient subi un accident du travail entraînant une incapacité permanente partielle (IPP), contre 20 % chez les non éthyliques[31].
- À court terme, la consommation d'éthanol peut provoquer gastrite, reflux gastro-œsophagien, hépatite aiguë alcoolique, nausées, vomissements et le syndrome de « gueule de bois » en effet secondaire.
- L'alcool a un effet dit anxiolytique à court terme mais à long terme, il engendre souvent angoisses, troubles dépressifs, dépression et anxiété qui tendent à renforcer la situation de dépendance. La dépendance est caractérisée lorsque la personne est devenue incapable d'arrêter ou réduire sa consommation.

### Effets biologiques de moyen et long terme
Une consommation d'alcool devient facilement addictive et chronique ; l'éthanol dégrade alors différentes fonctions et organes du corps :
- système nerveux : neuropathie alcoolique, névrite (optique rétro bulbaire), encéphalopathie hépatique, démences alcooliques (Korsakoff, Maladie de Marchiafava-Bignami, Wernicke), hallucinose alcoolique ;
- foie : cirrhose avec insuffisance hépato-cellulaire ;
- pancréas : pancréatite (aiguë ou chronique, insuffisance pancréatique exocrine (mal digestion) et endocrine (diabète) ;
- thyroïde : chez l'homme comme chez la femme, la consommation légère à modérée d'alcool a été associée à un grossissement de la glande thyroïde (plus élevé chez l'homme que chez la femme, indépendamment du statut en iode). Le phénomène est aggravé si le buveur est aussi fumeur. Boire de l'alcool est aussi associé - chez l'Homme - à une diminution du taux de FT4, indépendamment de l'hormone TSH)[32] ;
- système cardiovasculaire : hypertension artérielle, cardiopathie, hypertension portale avec varices gastriques et œsophagiennes, insuffisance veineuse ;
- appareil sexuel : perte du désir sexuel, impuissance, éjaculation précoce, anorgasmie, dyspareunies, aménorrhée et risque accru de cancer de la prostate ;
- dégâts génétiques nombreux, induits par l'acétaldéhyde produit lors de la digestion de l'alcool ; cette molécule endommage le double brin d'ADN dans les cellules, brins que des cellules souches tentent de réparer, mais parfois sans succès, ce qui cause des malformations dans les chromosomes, dont certaines conduisent à au moins 7 types de cancers (gorge, estomac, sein, intestin…)[33],[34].

### Modification des analyses biologiques
L'alcoolisme chronique induit un dérèglement général de l'organisme, avec notamment :
- atteinte hépatique (cytolyse hépatique) ;
- macrocytose ;
- augmentation des γ-GT ;
- insuffisance hépatocellulaire comme l'hypoalbuminémie ;
- baisse des facteurs de la coagulation ;
- thrombopénie ;
- atteinte du pancréas (augmentation des enzymes amylase et lipase, insuffisance pancréatique exocrine et endocrine) ;
- hypertriglycéridémie ;
- carences vitaminiques (groupe B) ;
- augmentation de la Carbohydrate Deficient Transferrin (CDT) ;
- une numération formule sanguine (les globules rouges sont globalement augmentés de volume ; macrocytose).

### Alcool et cancer
La consommation régulière d'alcool augmente le risque de contracter un cancer, pour plusieurs types de cancers des voies aérodigestives supérieures. Dès 1910, Lamy (sur la base de l'étude de 134 cas de cancers dont 114 hommes et 20 femmes) avait clairement identifié l'alcoolisme comme facteur de risque : 80 % de ces cancers de l'œsophage détectés l'étaient chez des alcooliques.
En 1951, on montre en Chine que ceci vaut aussi pour le cancer du cardia et le cancer de l'estomac. En 1955, des observations similaires seront ensuite faites au Japon. Des conclusions similaires sont tirées d'études plus récentes qui montrent en outre que ce risque est fortement aggravé par le tabagisme : l'analyse de 200 cas masculins de cancers de l'œsophage comparés à 778 témoins a, en 1977, montré que la consommation d'alcool et/ou de tabac augmentent de façon indépendante le risque de cancer de l'œsophage, mais que l'exposition conjointe à ces deux cancérigènes a un effet multiplicateur sur le plan des risques, qui explique certaines différences homme/femme et ville/campagne observées dans la seconde moitié du XXe siècle. Ces données sont confirmées par de nombreuses études, dont en 1962 par une enquête rétrospective.
On estime en 2011 qu'environ un cancer sur dix chez l'homme et un sur trente chez la femme sont attribuables à l'alcool. Ce sont essentiellement des cancers du foie, cancers du pancréas, cancers des voies aérodigestives supérieures (cancer de la bouche ; langue, rhinopharynx, lèvres), cancer de l'œsophage et cancer de l'estomac. Chez les femmes, l'alcool augmente aussi le risque de cancer du sein — selon le CIRC, une femme consommant 50 grammes d'alcool par jour (5 demis (0,25 l) de bière, ou bien 5 verres de vin (0,10 l)) augmente ce risque de 50 %. Pour 18 g/jour (2 verres) son risque se voit augmenté de 7 %.
En France, on observe dans les années 2000-2010 une diminution spectaculaire du risque de cancers de la bouche, du pharynx, de l’œsophage et du larynx, attribuée par des chercheurs de l'Inserm en (2017) à une baisse de la consommation d’alcool (un Français adulte de plus de 15 ans buvait en moyenne 36 verres par semaine en 1950, et n'en boit plus que 18 ; quantité qui est encore excessive par rapport à la recommandation de 11 verres/semaine à ne pas dépasser, en réalité déjà mauvaise pour l'organisme comme précisé plus haut),.

## Complications

### Grossesse
Le principal risque lié à l'alcool est celui des effets fœtaux de l'alcoolisation (EFA), qui désignent les troubles des apprentissages et/ou du comportement au cours de la petite enfance, et dont la survenue est corrélée à une ou des prises d'alcool occasionnelles par la mère (quelle qu'elle soit) durant sa grossesse. Plus rare est le syndrome d'alcoolisation fœtale (SAF), observé parfois et dès la naissance chez l'enfant né d'une mère souffrant d'un problème chronique d'alcoolisation, et qui se traduit par un ensemble de signes cliniques morphologiques et neurologiques, susceptibles de handicaper l'avenir de l'enfant.
D'une manière générale, la quantité d'alcool susceptible d'être nocive pour l'enfant à naître est mal connue, et le risque pourrait exister même pour des quantités faibles. Il est ainsi recommandé aux femmes enceintes de s'abstenir de toute consommation pendant la durée de la grossesse (à tous les trimestres) ainsi que durant l'allaitement.
L'idée que des consommations faibles de certains alcools, notamment le champagne, seraient moins nocives est une légende urbaine n'ayant aucun fondement scientifique.

### Tabagisme
Il y a une forte corrélation entre dépendance à l'alcool et dépendance au tabac (85 à 90 % des alcooliques sont fumeurs). Boire donne envie de fumer : la stimulation cérébrale de l'alcool est plus faible que celle liée à l'absorption de nicotine et une stimulation faible induit une envie de toujours plus fumer. Certaines techniques d'arrêt du tabagisme peuvent être utiles pour le sevrage à l'alcool. En cas de dépendance conjointe, il peut être envisagé d'arrêter le tabac en même temps, avant ou après l'alcool. Tout dépend de la situation.

### Benzodiazépines
L'alcoolisme est souvent lié à la consommation abusive de benzodiazépines. Selon différentes études, entre 3 % et 41 % des personnes alcooliques disent avoir eu recours à une consommation abusive de benzodiazépine à un moment donné de leur addiction, souvent pour tenter de gérer l'intoxication alcoolique ou mitiger les effets du sevrage à l'alcool. La consommation de benzodiazépines peut s'associer à une consommation d'alcool, celle-ci augmentant de façon nocive l'effet sédatif des produits et le risque du développement d'une dépendance à plusieurs substances.

### Comportement sexuel
Il existe depuis l'Antiquité un certain nombre d'idées reçues relativement tenaces selon lesquelles l'alcool améliorerait les performances sexuelles, ces attentes sont d'autant plus marquées chez les alcoolodépendants.
En réalité, l'alcool produit un effet sédatif sur l'appareil sexuel dès le premier verre, faisant ainsi diminuer la réactivité sexuelle physique. À l'opposé, l'alcool provoque dans le même temps une excitation psychologique subjective inversement proportionnelle[réf. nécessaire].
Il est nettement établi que l'alcool facilite les comportements sexuels à risque (rapports sexuels non protégés, Chemsex, etc.). De plus, une corrélation est manifeste concernant les violences et agressions sexuelles, lesquelles surviennent dans plus de la moitié des cas alors que l'agresseur est alcoolisé.

### Accidents et troubles imputables
Une consommation d'alcool, même légère peut être responsable de morts violentes, notamment par accident de la route, accident du travail, homicides ou suicides. En France, entre 2002 et 2003 les décès par accident de la route imputables à une ivresse alcoolique représentent un total de 2 200 personnes.

### Syndrome de sevrage alcoolique
Le syndrome de sevrage alcoolique survient six à douze heures après la dernière prise d'alcool chez une personne dépendante et chez qui ce risque n'a pas été prévenu. Il évolue spontanément vers la disparition de la dépendance physique en une semaine. Il peut néanmoins rester une dépendance psychologique. Cette dernière peut être forte et conduire à une réalcoolisation ou rechute. Dans les formes mineures, de façon plus ou moins associée, sont notés des nausées, des céphalées, une agitation, des trémulations, une tachycardie, une hypertension artérielle, des sueurs, une fièvre, des symptômes anxieux et dépressifs, des troubles de la concentration. Dans les formes sévères, il y a des crises convulsives avec ou sans hallucinations. Ces formes sévères peuvent être inaugurées par des troubles visuels, auditifs et sensitifs, favorisés par des stimuli sensoriels (gène de la lumière, du bruit, démangeaisons), des idées délirantes et hallucinatoires. Elles nécessitent une hospitalisation pour surveillance.
Les éléments qui permettent de détecter les formes sévères, permettant ainsi un repérage dans le but d'une meilleure prise en charge, sont la consommation prolongée de quantités importantes en alcool, des antécédents de crises convulsives et de délirium tremens, la nécessité de boire rapidement de l'alcool après le réveil afin de soulager les formes débutantes de sevrage. L'administration de benzodiazépine, une hydratation restent les traitements de choix pour prévenir le delirium tremens. Ces traitements peuvent être pris à domicile de manière préventive. Les vitamines souvent données n'ont pas comme rôle de diminuer le délirium tremens mais de corriger les carences fréquentes.

## Prévention

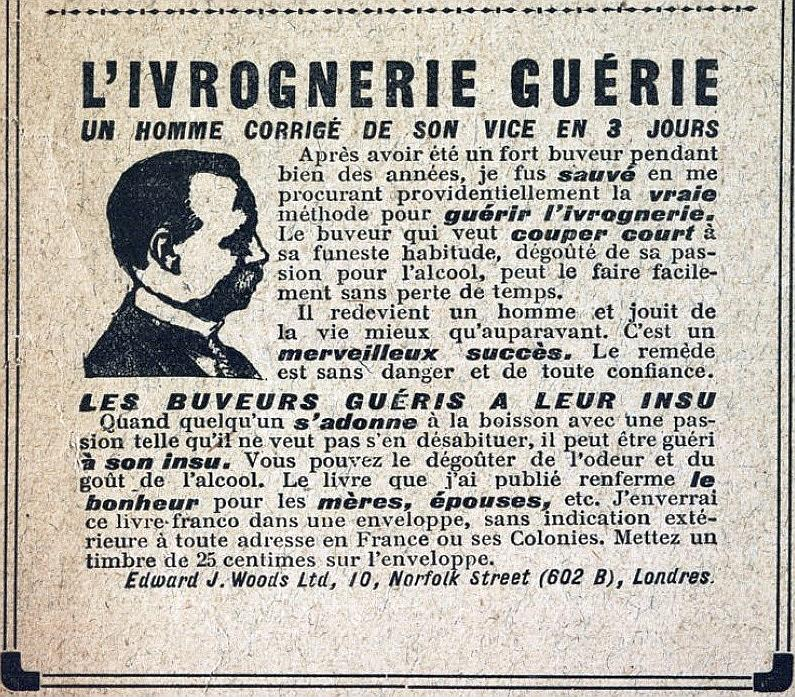
Les méfaits de l'alcoolisme (encart de presse avant 1918).

Les méfaits de l'alcoolisme, sur un panneau scolaire après 1918.

L'éducation, la réglementation de la publicité, mais aussi l'augmentation des prix des boissons alcoolisées (par la taxation) sont des moyens permettant de diminuer la consommation globale d'alcool. En France, la « loi Evin » vise à réduire les publicités sur le tabac et les alcools dans une optique de prévention.
En Amérique du Nord, au Québec plus précisément, l'organisme indépendant et à but non lucratif Éduc'alcool mène des actions de prévention et d'éducation depuis sa création en 1989. Ce type d'initiative apparaît comme étant une solution efficace et complémentaire aux efforts entrepris par les gouvernements pour diminuer l'alcoolisme au sein de leurs sociétés. Effectivement, en observant conjointement les données de 2014 de l'Organisation mondiale de la Santé et de l'Institut national de santé publique du Québec, les Québécois consommaient en moyenne 8,5 litres d'alcool pur par personne, contre 13,30 litres pour un Américain et 13,20 litres pour un Canadien,. À titre de comparaison, un Français consommait 12,9 litres et un Allemand 14,7 litres d'alcool pur par an et par personne pour cette même année.

## Traitements

### Démarche de soins
Spontanément, la personne alcoolodépendante n'ira que très tardivement vers une structure de soins. Souvent, elle n'entamera cette démarche que sous la contrainte (du conjoint par exemple, ou de la justice), lors d'une autre pathologie, lors d'un sevrage brutal non prévu, par honte de son état ou par crainte de perdre la raison, ou encore de mourir. Il lui est très difficile de parler de son problème et la personne alcoolodépendante présente souvent un déni de sa dépendance. Ainsi, ne pouvant pas parler de sa difficulté, elle restera longtemps à en souffrir, seule. Un principe de l'alcoologie réside alors à lui proposer « l'avance de la parole » : à aborder le sujet sans attendre qu'elle le fasse elle-même, et sans attendre non plus qu'elle approuve ce qui lui est dit, peut-être même qu'elle ne répondra rien. Il semble en effet que l'alcoolodépendance, et le déni, entraîne un changement du rapport à la langue au point que les modalités conversationnelles sont modifiées,.
En abordant le problème avec l'individu, l'entourage peut ainsi contribuer à l'amener plus rapidement à une démarche de soins. Actuellement, la modalité d'entretien le plus souvent préconisé est l'entretien motivationnel.
Depuis les années 2010, la notion de réduction des risques alcool (RdR alcool) fait son apparition pour proposer une nouvelle approche et de nouvelles alternatives de prise en charge des personnes consommatrices d'alcool. Dans une démarche systémique, la RdR alcool emprunte une autre logique que les soins standards pour tenir compte de la situation globale, de ses contextes de consommations afin de proposer comme objectif non pas l'arrêt ou l'abstinence mais la non aggravation des situations, l'amélioration de la qualité de vie ou le rétablissement.
L'approche RdR Alcool est expérimentée dans les dispositifs spécialisés et représente une voie nouvelle qui s'inscrit dans les orientations de santé publique en France. (Santé Publique France - BEH fev 2019)

### Sevrage

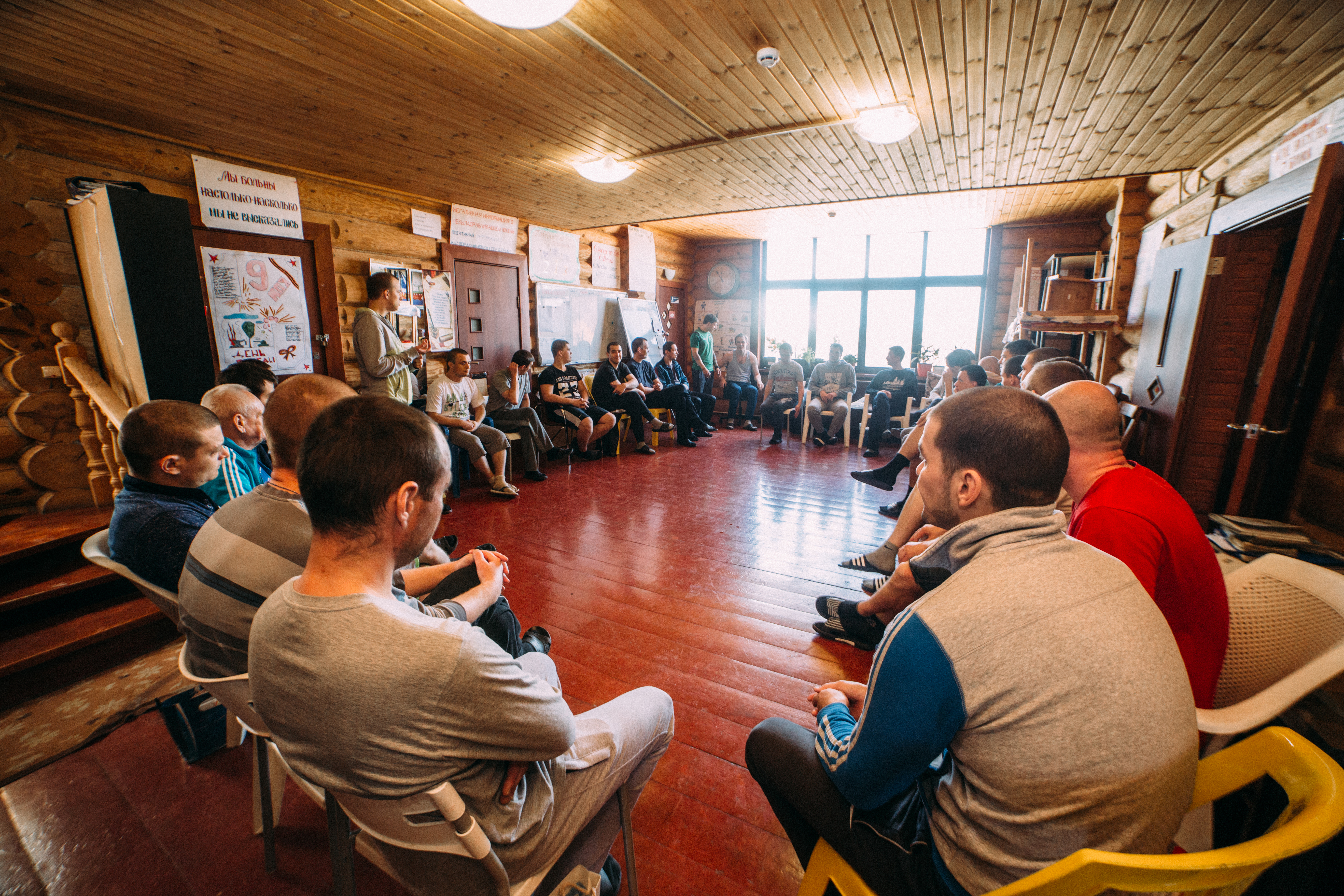
Groupe de parole.

L'abstinence est souvent prônée afin d'arrêter l'évolution de la dépendance et de revenir à une vie « normale ». La maladie étant chronique, il n'est pas question de « guérison » mais plutôt de « rétablissement ».
En raison de la dépendance induite, le sevrage est souvent délicat, exposant à un risque important de rechute. Il est facilité si l'alcoolodépendant est accompagné socialement et médicalement, si le sevrage est programmé et si l'alcoolodépendant a déjà vécu l'expérience du sevrage et de la rechute. L'abstinence définitive résultant aussi d'un processus d'apprentissage.
Le sevrage est effectué en ambulatoire dans la plupart des cas, et en hospitalisation pour les cas les plus à risque de complications (il existe des services spécialisés en alcoologie). De nombreuses associations peuvent aider le malade alcoolique, abstinent ou non. Ces associations sont souvent des mouvements d'anciens buveurs. L'utilisation de groupes de paroles (les plus connus étant les Alcooliques anonymes, Alcool Assistance (anciennement La Croix d'Or), la Croix-Bleue, Vie Libre, Alcool Écoute Joie et Santé, le Nouveau Chemin) est d'une certaine efficacité dans le maintien d'une abstinence à long terme. Certains courants prônent non pas l'abstinence mais un contrôle de la consommation alcoolique. Ces courants sont minoritaires à l'heure actuelle mais ces méthodes sont reprises parfois en psychothérapie et les résultats des tests ne permettent pas à l'heure actuelle d'invalider l'une ou l'autre des méthodes.

### Prévention de la rechute
Le traitement de l'addiction à l'alcool n'est pas seulement pharmacologique, il est aussi psychologique. Le soutien de la personne dépendante de l'alcool est important, quel que soit le niveau d'abstinence. Le recours à la psychothérapie peut être une possibilité. De nombreux mouvements d'anciens buveurs tels que les Alcooliques anonymes ou Vie Libre, qui fonctionnent sous la forme de groupes de paroles, jouent aussi un rôle efficace pour aider les malades alcooliques à parvenir à l'abstinence complète d'alcool.
Les spécialités médicamenteuses disponibles pour la prévention de la consommation d'alcool ont plusieurs objectifs :
- recherche de l'effet Antabuse, par exemple avec le disulfirame : l'absorption d'alcool provoque alors des effets secondaires désagréables, mais parfois dangereux ; ce médicament n'est plus recommandé en raison de sa faible efficacité[56] et de sa dangerosité en cas de consommation d'alcool ;
- diminution de l'appétence : l'acamprosate et la naltrexone permettent de diminuer l'appétence pour l'alcool. L'acamprosate est le plus étudié des deux pour un suivi d'un an des patients. Il permet une augmentation de l'abstinence par rapport au placebo. Elle passe de 5 à 25 % avec placebo contre 18 à 45 % avec acamprosate[57]. Cependant, un essai suggère que l'efficacité du traitement dépend du degré d'adhésion du patient au sevrage alcoolique[57]. La naltrexone n'a par contre pas démontré d'efficacité sur l'abstinence à long terme. Il faut également prendre en compte (dans la prise en charge globale du patient) que la naltrexone bloque l'action des opioïdes, comme la codéine[56].

D'autres molécules sont à l'essai, comme le baclofène. Il s'agit d'un myorelaxant indiqué dans le traitement de la spasticité musculaire, un trouble bénin mais hautement inconfortable observé par exemple dans les suites d'un accident vasculaire cérébral, chez les paraplégiques, les patients atteints de sclérose en plaques ou dans l'infirmité motrice cérébrale mais aussi dans le simple torticolis spasmodique. Il est commercialisé sous le nom de Liorésal, mais génériqué depuis les années 1980. Il est prescrit depuis 1966 comme traitement de confort. L'AMM autorise jusqu'à 80 milligrammes par jour. Au-delà, il est question de hautes doses. Le baclofène a cependant été testé comme traitement de confort pour des troubles bénins à des doses de 300 milligrammes par jour pendant plusieurs années consécutives chez l'adulte et de 180 milligrammes par jour (par exemple, pour des torticolis chez l'enfant) sans effets secondaires limitants.
Cependant, des études et rapports de 2017 par l'ANSM notamment, ainsi qu'une analyse de la revue Prescrire s'inquiètent sur les effets indésirables ainsi que l'efficacité du baclofène à forte dose et à long terme,,. L'efficacité est incertaine et provoquerait notamment, pour une dose supérieure à 180 mg/j, 10 morts et 116 hospitalisations en plus pour 1000 personnes-années par rapport à d'autres traitements autorisés dans les problèmes d'alcool,.
Cette efficacité du baclofène est à prendre avec beaucoup de précaution. Les quelques études allant dans le sens d'une diminution de la consommation d'alcool sous traitement par baclofène n'ont pas un niveau de preuve scientifique suffisant,,, tel qu'argumenté par l'Afssaps encore à ce jour[Quand ?] : « l'efficacité du baclofène dans la prise en charge de l'alcoolo-dépendance n'est pas encore démontrée ».
De plus, en 2017, une revue systématique de la Cochrane ne retrouve aucune preuve de qualité suffisante pour prouver l'efficacité de cette molécule dans le sevrage alcoolique.
Selon une analyse rétrospective de six études réalisées dans les années 1960 et 1970, la psychothérapie assistée par LSD présente un potentiel pour le traitement de l'alcoolisme. La psychothérapie assistée par la psilocybine est à l'étude pour le traitement de l'alcoolisme.

## Épidémiologie et prévalence

### Épidémiologie

Morbidité -ajustée à l'année de vie induite par l'alcool pour 1,000,000 d'habitants en 2012.
234-806
814-1,501
1,551-2,585
2,838
2,898-3,935
3,953-5,069
5,168
5,173-5,802
5,861-8,838
9,122-25,165

L’OMS estime qu'il y avait dans le monde en 2010 environ 208 millions de personnes alcooliques (4.1% des plus de 15 ans),. Les méfaits associés à la consommation d'alcool sont un problème de santé publique de première importance dans nombre de pays. « La première cause d'abus et de dépendance des patients qui se présentent est l'alcool ».
Au Royaume-Uni plus de 2.8 millions de buveurs étaient dépendants de l'alcool en 2001 et environ 12 % des Américains adultes reconnaissent être ou avoir été dépendants de l'alcool, de même en Europe de l'Ouest pour 10 à 20 % des hommes et pour 5 à 10 % de femmes.
L'Estonie a le taux de mortalité liée à l'alcool le plus élevé en Europe (en 2015). Aux États-Unis, environ 30 % des personnes admises à l'hôpital ont un problème avec l'alcool.
L'association américaine « Medical Association » considère l'alcool comme une drogue, et affirme que « la toxicomanie est une maladie cérébrale chronique et récurrente caractérisée par une recherche et une utilisation compulsives de drogues malgré des conséquences souvent dévastatrices. Elle résulte d’un jeu complexe de vulnérabilité biologique, d’exposition environnementale et de facteurs développementaux (dont la maturité cérébrale) ». La proportion de femmes alcooliques a augmenté, mais les hommes restent plus nombreux. Des éléments de preuves laissent penser que chez les hommes comme chez les femmes, de 50 à 60 % des cas d'alcoolisme seraient favorisés par des facteurs génétiques, ce qui laisse 40 à 50 % de cas liés à des facteurs socio-environnementaux purs. La plupart des alcooliques développent leur addiction durant l'adolescence ou entre 20 et 35 ans.
31 % des étudiants américains montrent des signes d'abus d'alcool, et 6 % sont dépendants ; et si l'on utilise les nouveaux critères du DSM ils seraient 37 % et non pas 31 %.

### Prévalence
En Europe, la quantité d'alcool consommée par habitant diminue depuis le début des années 1980,.
Le graphique suivant représente pour différents pays la consommation d'alcool par an et par habitant âgé de 15 ans et plus, en litres d'alcool pur, pour l'année 2003.
À l'échelle mondiale, en 2004, l'OMS estime à 140 millions le nombre de personnes qui étaient, en 2003, dépendant de l'alcool, la France étant le 4e pays le plus touché.

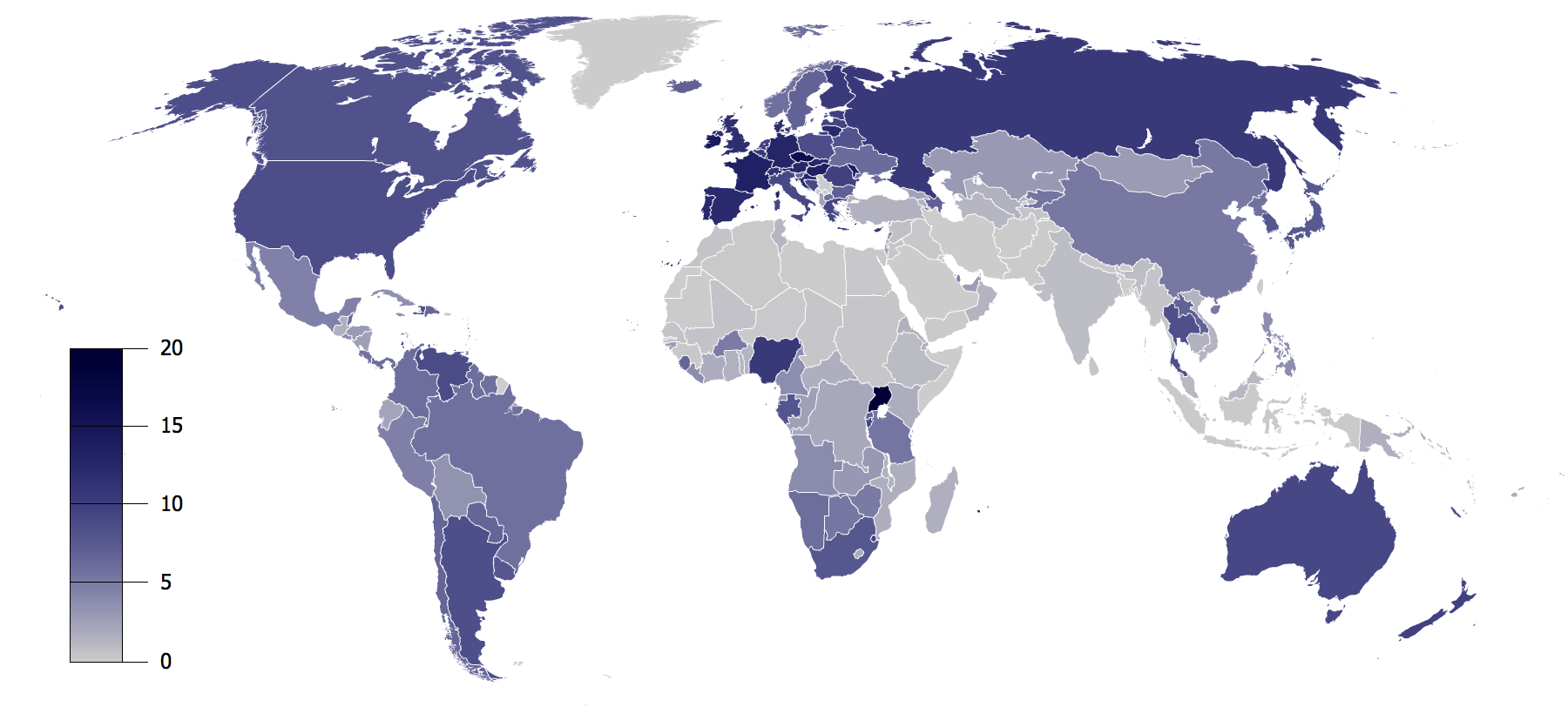
Consommation en litres d'alcool pur par personne de 15 ans et plus par année et par pays. OMS, 2004.

### En France
En 2002, 93 000 hospitalisations ont eu comme diagnostic principal des troubles, mentaux et du comportement, liés à la consommation d'alcool et en 2003, 100 000 personnes ont consulté dans un centre de cure en alcoologie et 48 000 consultent un médecin pour un sevrage.
Vers 2006, environ 5 millions de personnes avaient un problème avec l'alcool, dont 2 millions étaient alcoolodépendantes (soit plus de 7 800 personnes pour 100 000 habitants), dont 600 000 femmes ; d'après une étude récente, chaque Français de 15 ans et plus a consommé en moyenne 13,4 litres d'alcool pur en 2003 (ce qui représente trois verres standards d'alcool par jour et par habitant).
Des associations d'anciens buveurs (Alcool Assistance, Alcooliques anonymes, Croix-Bleue, Vie Libre, etc.) participent au traitement de la maladie alcoolique et permettent aux malades de se rétablir durablement.
Selon une étude publiée dans le Bulletin épidémiologique hebdomadaire (BEH) de l'Institut de veille sanitaire (InVS) le 7 juillet 2015, plus de 580 000 hospitalisations dues à l'alcool ont eu lieu en France en 2012. Le coût estimé de ces hospitalisations est de 2,64 milliards d'euros.
Sur l'année 2015 en France, 41 000 décès sont dus à l'alcool, soit directement (cancer, maladies cardiovasculaires, cirrhose) soit indirectement (accident ou suicide, maladies mentales, etc.).
Dans une étude financée par la Direction générale de la santé, pilotée par l'Observatoire français des drogues et des toxicomanies (OFDT) et publiée en 2015, l'économiste Pierre Kopp, qui s'est appuyé sur des données épidémiologiques et sanitaires se rapportant à 2010, évalue le coût social de l'alcool pour la société française à 118 milliards d'euros, prenant en compte le coût des vies perdues (66 milliards pour les 49 051 décès annuels liés à l'alcool), des pertes de production (9 milliards) ou de la qualité de vie (39,1 milliards) des 3,8 millions de « consommateurs à problèmes », le montant des dépenses publiques de soins (7,7 milliards d'euros pour soigner 1 418 237 malades liés à la consommation d'alcool), de prévention et de répression (283 millions), mais aussi les recettes des taxes (3,2 milliards) et les économies que représentent les retraites non versées (1,7 milliard).
Dans les années 1950⁣⁣, c'était en France qu'on consommait le plus d'alcool (22 litres d'alcool pur par habitant et par an en 1951), et dans le pays, la Bretagne détenait le record de consommation.

### AuRoyaume-Uni
Le gouvernement britannique estime que 9 % des hommes britanniques résidants manifestent des signes de dépendance à l'alcool,. Le nombre de nuitées d'hôpital dues à l'alcool est d'environ un million,. En 2012, le premier ministre David Cameron a souhaité un prix minimum par unité d'alcool vendue afin de combattre le « binge drinking » (absorption rapide de grandes quantités d'alcool) qui est un problème de santé publique.

## Histoire et société

### Coût socioéconomique de l'alcoolisme
Il est considérable, par ses coûts directs et indirects de conséquences sanitaires, par l'absentéisme et la perte de productivité au travail et par la criminalité qui y est associée.
Il serait presque de 39 milliards de dollars par an en Grande-Bretagne et 17,4 milliards d'euros en France, dépassant 200 milliards de dollars annuel aux États-Unis. Il atteindrait 1 % du produit national brut des pays développés.

#### Divers accidents et criminalité
En France, il est estimé que 10 à 20 % des accidents du travail sont imputables à l'alcool et 10 % des salariés ont une consommation problématique d'alcool. Chez les jeunes, 50 % des accidents mortels de la circulation sont associés à une consommation d'alcool. L'alcool est associé dans 50 % des bagarres et 50 à 60 % des crimes et délits. Ces statistiques sont particulièrement sujettes à caution (ne pas confondre association et cause-conséquence) : l'évaluation rigoureuse est très difficile en raison d'une dénégation quasi constante des faits.

#### Alcoolisme et mortalité
L'alcoolisme a causé environ 1 800 000 morts par an dans le monde vers 2004 (soit autour de 3 % des décès), dont 45 000 en France (deuxième cause de mortalité évitable en France après le tabac) (73 pour 100 000 habitants) — 23 000 décès directs — 11 000 cancers des lèvres, de la bouche, du pharynx et du larynx, 9 000 cirrhoses, 2 500 par alcoolodépendance, et 22 000 morts indirectes (troubles mentaux, maladies cardiovasculaires, accidents, etc.).
Tous les ans, de 5 000  à   7 000 bébés naissent en France avec des malformations graves (syndrome d'alcoolisation fœtale) en raison de l'alcoolisation de la mère ; dans le Pas-de-Calais, cela représente 1 naissance sur 3 000. En France, il est considéré que l'alcoolisme est la quatrième cause de mortalité après le suicide, l'obésité et le tabac, et devant les maladies infectieuses et les accidents de la route.
Les risques de cirrhose et d'accidents sont bien connus de la majorité des Français, mais il n'en est pas de même des risques de cancers et de maladies cardio-vasculaires. Pour les maladies cardio-vasculaires, les études scientifiques montrent qu'une consommation modérée (un verre par jour) diminue le risque cardio-vasculaire, mais qu'une consommation de plus de trois verres l'augmente rapidement. L'excès d'alcool crée également des carences en vitamines, ce qui diminue la résistance aux maladies. L'association alcool–tabac est un facteur d'aggravation du risque, qui devient alors supérieur à la somme des risques de l'alcool et du tabac pris séparément.

### Aspects juridiques

#### Conseil de l'Europe
L'article 5 de la Convention européenne des droits de l'homme dit : « Toute personne a droit à la liberté et à la sûreté. Nul ne peut être privé de sa liberté, sauf dans les cas suivants et selon les voies légales :

[…]

s'il s'agit de la détention régulière d'une personne susceptible de propager une maladie contagieuse, d'un aliéné, d'un alcoolique, d'un toxicomane ou d'un vagabond ;

[…]

Toute personne arrêtée doit être informée, dans le plus court délai et dans une langue qu'elle comprend, des raisons de son arrestation et de toute accusation portée contre elle.

[…]

Toute personne privée de sa liberté par arrestation ou détention a le droit d'introduire un recours devant un tribunal, afin qu'il statue à bref délai sur la légalité de sa détention et ordonne sa libération si la détention est illégale.

Toute personne victime d'une arrestation ou d'une détention dans des conditions contraires aux dispositions de cet article a droit à réparation. »
Ce texte n'impose pas que la détention d'un alcoolique soit décidée par une autorité judiciaire : en effet, la disposition de cet article selon laquelle « Toute personne arrêtée ou détenue, dans les conditions prévues au paragraphe 1.c du présent article, doit être aussitôt traduite devant un juge ou un autre magistrat habilité par la loi à exercer des fonctions judiciaires et a le droit d'être jugée dans un délai raisonnable, ou libérée pendant la procédure » s'applique uniquement aux personnes « arrêté[es] et détenu[es] en vue d'être conduit[es] devant l'autorité judiciaire compétente, lorsqu'il y a des raisons plausibles de soupçonner qu'[elles ont] commis une infraction ou qu'il y a des motifs raisonnables de croire à la nécessité de l[es] empêcher de commettre une infraction ou de s'enfuir après l'accomplissement de celle-ci ».

#### Jurisprudence
Arrêt Witold Litwa c. Pologne, 4 avril 2000 : « les personnes dont la conduite et le comportement sous l'influence de l'alcool constituent une menace pour l'ordre public ou pour elles-mêmes, même si aucun diagnostic d'« alcoolisme » n'a été posé les concernant, peuvent être détenues à des fins de protection du public ou dans leur propre intérêt, par exemple leur santé ou leur sécurité personnelle.
62. Il ne faut pas en déduire que l'article 5 § 1 e) de la Convention peut être interprété comme autorisant la détention d'un individu simplement parce qu'il consomme de l'alcool. Toutefois, pour la Cour, dans le texte de l'article 5, rien n'indique que cette disposition interdit à un État de prendre cette mesure à l'égard d'un individu qui abuse d'alcool afin de restreindre les effets néfastes de sa consommation pour lui-même et pour la société, ou pour empêcher un comportement dangereux après l'ingestion d'alcool. »

### Histoire

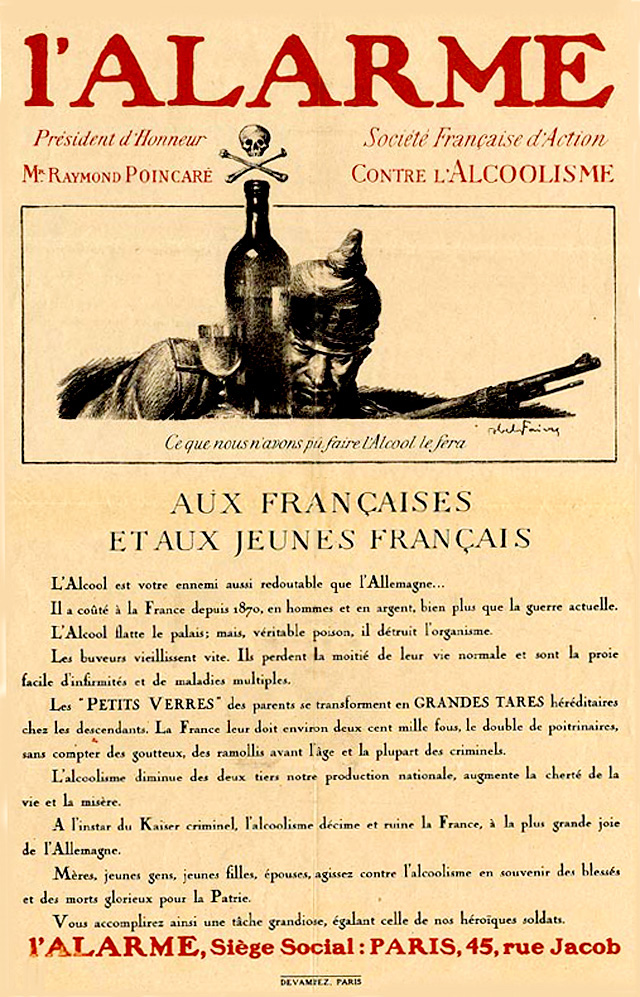
Lutte contre l'alcoolisme avec appel aux femmes, épouses et mères de famille.

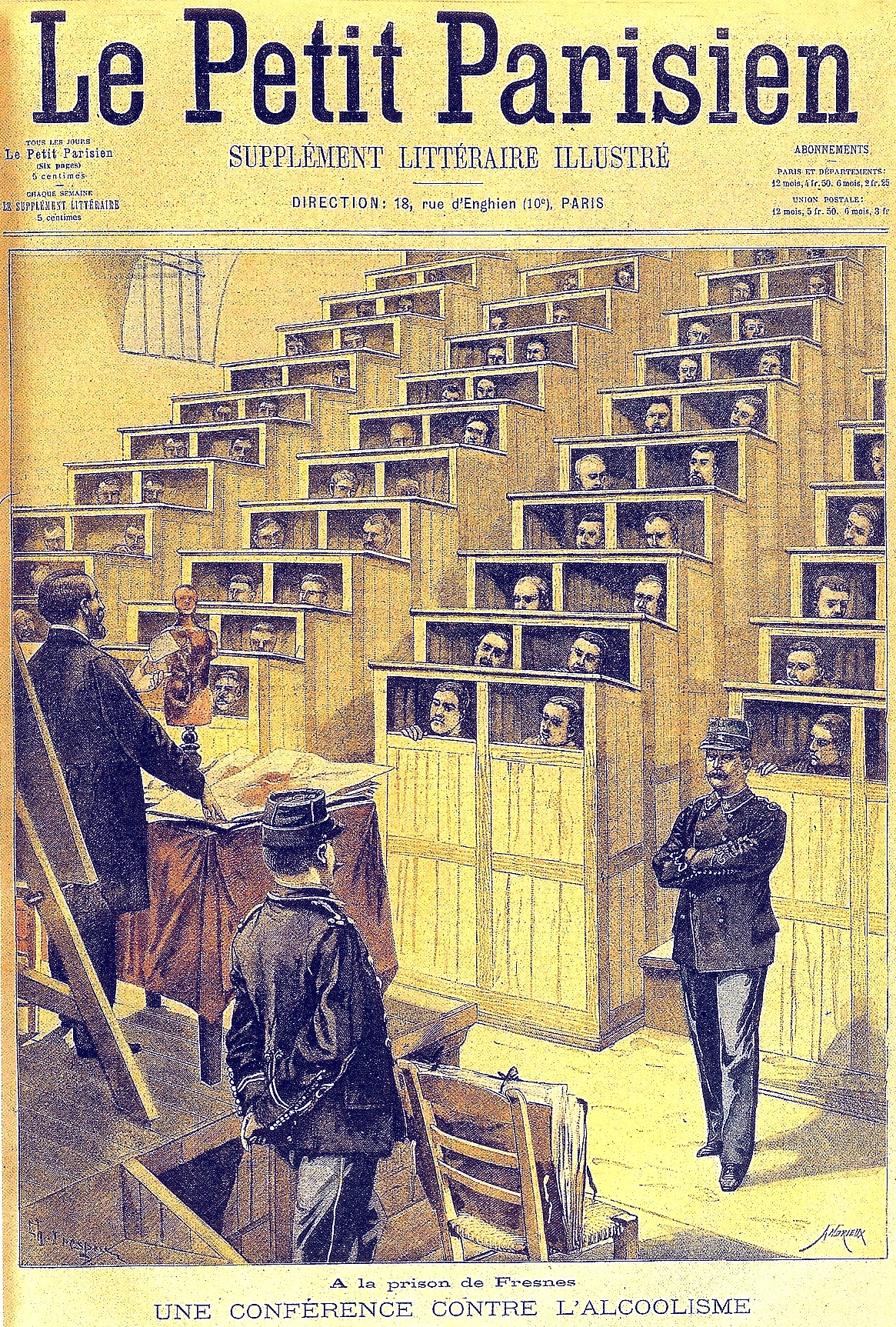
Conférence anti-alcoolique donnée aux détenus de la prison de Fresnes (couverture du Petit Parisien illustré, 1903).

Les boissons alcoolisées étaient autrefois plus pauvres en alcool, mais les conduites d'alcoolisation sont anciennes facilitées par la grande disponibilité des alcools. En 3000 av. J.-C., les Sumériens avaient déjà inventé les pictogrammes bière et brasseur. En hiéroglyphes égyptiens, le mot repas est représenté par l'association du pain et de la bière. À Pompéi, environ deux cents tavernes sont encore identifiables.
On en retrouve trace d'ivresses alcooliques dans la mythologie, les religions et les récits anciens. Les ivresses de Dionysos (dieu de la vigne, du vin et de ses excès) et celles de Noé sont célèbres. Marc Antoine était connu pour son alcoolisme. Horace est à l'origine du proverbe latin : « Nunc est bibendum » signifiant « c'est maintenant qu'il faut boire ». Tibère était surnommé Biberius Caldius Mero : le Buveur de vin pur et chaud. Les Gaulois achetaient des vins grecs et romains. Parfois était échangée une amphore de vin contre un esclave. Des vétérans de l'armée romaine lors de leur retraite militaire pouvaient recevoir des terres à cultiver, vignes éventuellement. Les Gaulois experts en ferronnerie développèrent l'utilisation du tonneau. « Bacchus noya plus d'hommes que Neptune » dit un proverbe français.
Divers auteurs ont relié ces ivresses à des accidents et maladies, éventuellement mortels ; ainsi Attila serait décédé d'un syndrome de Mallory-Weiss et Eustache Deschamps au XIVe siècle écrivait en vers : « Alons humer de la purée (le vin) en chantant » (…) Tres chier (cher) et tres amé cousin / Tant avez pincé (pris) le raisin / Et la purée de Bourgoingne / Que […] souffert en avez maladie ».
Dès le XVIe siècle apparaissent des sociétés de tempérance. Au XVIIIe siècle, les boissons alcoolisées coûtent cher. Deux modes de consommation s'opposent. Les maîtres et leurs valets ont une alcoolisation régulière et le peuple s'alcoolise les jours chômés (dimanche, fêtes). À la veille de la Révolution française, le prix du vin triple quand il franchit la porte de Paris. Le 12 juillet 1789, le mur des fermiers généraux (barrières pour payer l'octroi à l'entrée de Paris) est pillé et le vin peut ainsi passer librement quelques jours. Dès la fin de la révolution, le prix du vin réaugmente.
La révolution industrielle bouleverse la production et le transport d'alcool (avec l'apparition du chemin de fer) entraînant irrémédiablement une augmentation massive des ventes (en 1850, la France compte un débit de boisson pour 100 habitants). L'exode rural plonge des millions de gens dans la précarité, et les nouvelles régions industrielles sont les premières régions d'alcoolisation de masse. L'eau potable se développe aussi, via des sociétés spécialisées dans la désinfection et la distribution d'eau (ex. : Compagnie générale des eaux créée en 1853).
Contrairement à une idée répandue, le paysan jusqu'au XIXe siècle boit essentiellement de l'eau ou un vin très léger issu de la deuxième ou troisième presse.
La production d'alcool triple presque entre 1820 (350 mille hectolitres) et en 1869 (978 mille hectolitres) selon le journal la Tempérance qui s'implique contre ce « fléau ».
L'hygiénisme triomphant de la fin du XIXe siècle se traduit par la loi du 23 janvier 1873 qui réprime l'ivresse publique et manifeste en France.
Au cours de la Première Guerre mondiale, le vin est baptisé pinard dans les tranchées et l'eau-de-vie appelée la gnôle des combattants. Ces produits sont particulièrement appréciés des armées sur les champs de bataille en raison de leurs propriétés désinhibitrices et anxiolytiques. Ce conflit est, comme le service militaire ou les guerres coloniales, l'occasion pour les hommes de faire l'apprentissage de l'alcool lorsqu'il n'a pas eu lieu avant la conscription. De l'époque ancienne jusqu'au milieu du XXe siècle, l'espérance de vie étant faible, l'impact au long cours des conduites d'alcoolisation l'était aussi. Les pathologies d'apparition tardive, comme les cancers des voies aérodigestives supérieures, les cirrhoses, etc. étaient des problèmes de santé beaucoup moins répandus que la famine ou certaines épidémies. Avec l'augmentation de l'espérance de vie, ces problèmes de santé prirent une place de plus en plus importante dans la société jusqu'à être actuellement la deuxième cause de mortalité évitable en France après la consommation de tabac.
En 1954, le gouvernement français de Pierre Mendès France définit, pour la première fois, une certaine politique hygiéniste sur l'alcool sous tous ses aspects : production, distribution, consommation. Par le décret du 13 novembre 1954, Mendès France crée le Haut Comité d'études et d'information (HCEIA, instance dissoute en 1991), et nomme à sa tête Robert Debré. La circulaire du 26 novembre 1954 puis le décret du 27 juillet 1956 rend obligatoire en France la distribution du verre de lait sucré à l’école, au profit des enfants âgés de moins de douze ans (ce qui suscite railleries de la presse et des chansonniers alors que le verre d'alcool donné pendant les repas au collège était jusque-là considéré comme normal), contrer la dénutrition mais aussi assurer un débouché au « fleuve blanc ».

### Médias

#### Arts

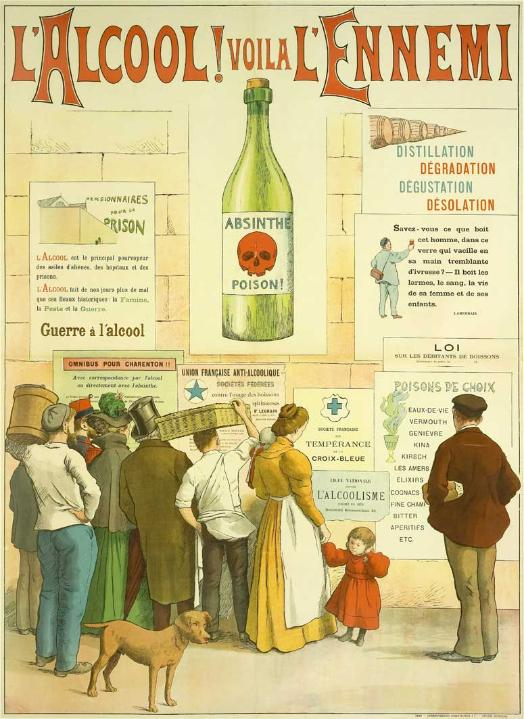
Affiche du peintre Frédéric Christol (1850-1933), intitulée L'Alcool ! Voilà l'ennemi.

L'alcoolisme est très présent dans les lettres et les arts. Il constitue un ressort dramatique permettant la modification, soit progressive et de fond, soit au contraire temporaire mais brutale, du caractère d'un personnage. Permettant notamment de donner lieu à des événements extraordinaires (un crime sous l'emprise de l'alcool) ou de montrer une lente dégradation (comme dans L'Assommoir de Zola).

#### Littérature
- L'Assommoir, Émile Zola
- La Légende du saint buveur, Joseph Roth
- Un singe en hiver, Antoine Blondin
- Le Cabaret de la dernière chance, Jack London
- Avec les alcooliques anonymes, Joseph Kessel
- Le Poison, poème faisant partie des Fleurs du mal de Charles Baudelaire
- Au-dessous du volcan, Malcolm Lowry
- Les œuvres de Charles Bukowski en général
- Big Sur, de Jack Kerouac, analyse, entre autres, du point de vue du poète, les souffrances (surtout psychiques) auxquelles peut conduire une alcoolisation chronique de longue date.
- Les œuvres d'Ernest Hemingway en général
- Moscou-sur-Vodka (1969), de Venedikt Erofeïev (1938-1990)
- Le Buveur, Hans Fallada, Albin Michel, 1952
- Les œuvres de William Faulkner en général
- L'Étrange Cas du docteur Jekyll et de M. Hyde, Robert Louis Stevenson, publiée en janvier 1886.
- Panégyrique, Guy Debord, chapitre III : le passage du temps à travers l'alcoolisme.

#### Cinéma
- Le Poison, de Billy Wilder, 1945 ;
- Le Jour du vin et des roses, de Blake Edwards, 1962 ;
- Un singe en hiver, d'Henri Verneuil, 1962 (avec Jean Gabin et Jean-Paul Belmondo) ;
- Le Feu follet, de Louis Malle, 1963 ;
- Nuit noire, Calcutta, de Marin Karmitz, 1964 ;
- Le Cercle rouge, de Jean-Pierre Melville, 1970 (avec Alain Delon, Bourvil et Yves Montand) ;
- La Soupe aux choux, de Jean Girault, 1981 ;
- Tchao Pantin, de Claude Berri, 1983 ;
- Au-dessous du volcan, de John Huston, 1984 (avec Albert Finney et Jacqueline Bisset) ;
- La Femme de ma vie, de Régis Wargnier, 1986 (avec Christophe Malavoy, Jane Birkin, Jean-Louis Trintignant, Dominique Blanc et Didier Sandre) ;
- Barfly, de Barbet Schroeder, 1987 ;
- Le Grand Chemin, de Jean-Loup Hubert, 1987 ;
- La Légende du saint buveur, d'Ermanno Olmi (1988) d'après la nouvelle de Joseph Roth ;
- Dans l'enfer de l'alcool (My Name Is Bill W.), téléfilm de Daniel Petrie, 1989 ;
- Uranus, de Claude Berri, 1990 ;
- Pour l'amour d'une femme, de Luis Mandoki, 1994 (avec Meg Ryan et Andy Garcia) ;
- Leaving Las Vegas, de Mike Figgis, 1995 ;
- My Name Is Joe, de Ken Loach, 1998 (avec Peter Mullan et Gary Lewis) ;
- Un monde meilleur, de Mimi Leder, 2000 (avec Kevin Spacey et Helen Hunt) ;
- Pollock, de Ed Harris, 2000 (avec Ed Harris et Marcia Gay Harden) ;
- 20h17 rue Darling, de Bernard Émond, 2003 ;
- Le Petit Lieutenant, de Xavier Beauvois, 2005 (avec Nathalie Baye, Jalil Lespert, Roschdy Zem) ;
- La Face cachée, de Bernard Campan, 2007 (avec Karin Viard et Bernard Campan) ;
- Le Dernier pour la route, de Philippe Godeau, 2009 (avec François Cluzet et Mélanie Thierry) ;
- Crazy Heart, de Scott Cooper, 2009 (avec Jeff Bridges) ;
- Le Bruit des glaçons, de Bertrand Blier, 2010 (avec Jean Dujardin, Albert Dupontel) ;
- Flight, de Robert Zemeckis, 2012 (avec Denzel Washington) ;
- Drunk, de Thomas Vintenberg, 2020.
- 4801 nuits, de Laurence Michel, 2023.

#### Musique
- Reasons I Drink (en), une chanson d'Alanis Morissette sur l'album Such Pretty Forks in the Road, 2020